# Клан Фрейзер

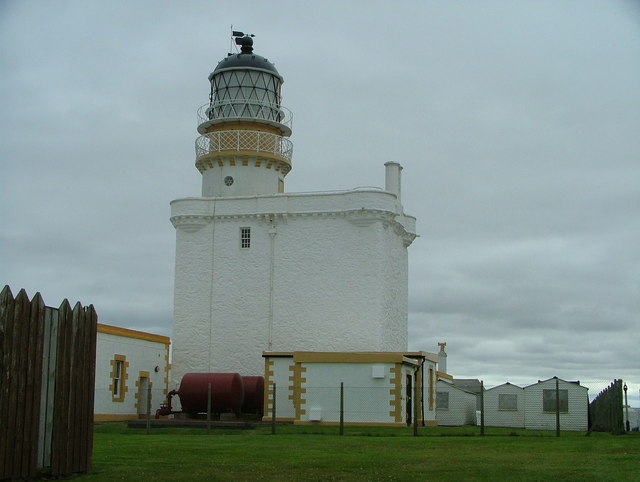
Маяк Кіннайрд — колишній замок Кіннайрд, він же — замок Фрейзербург.

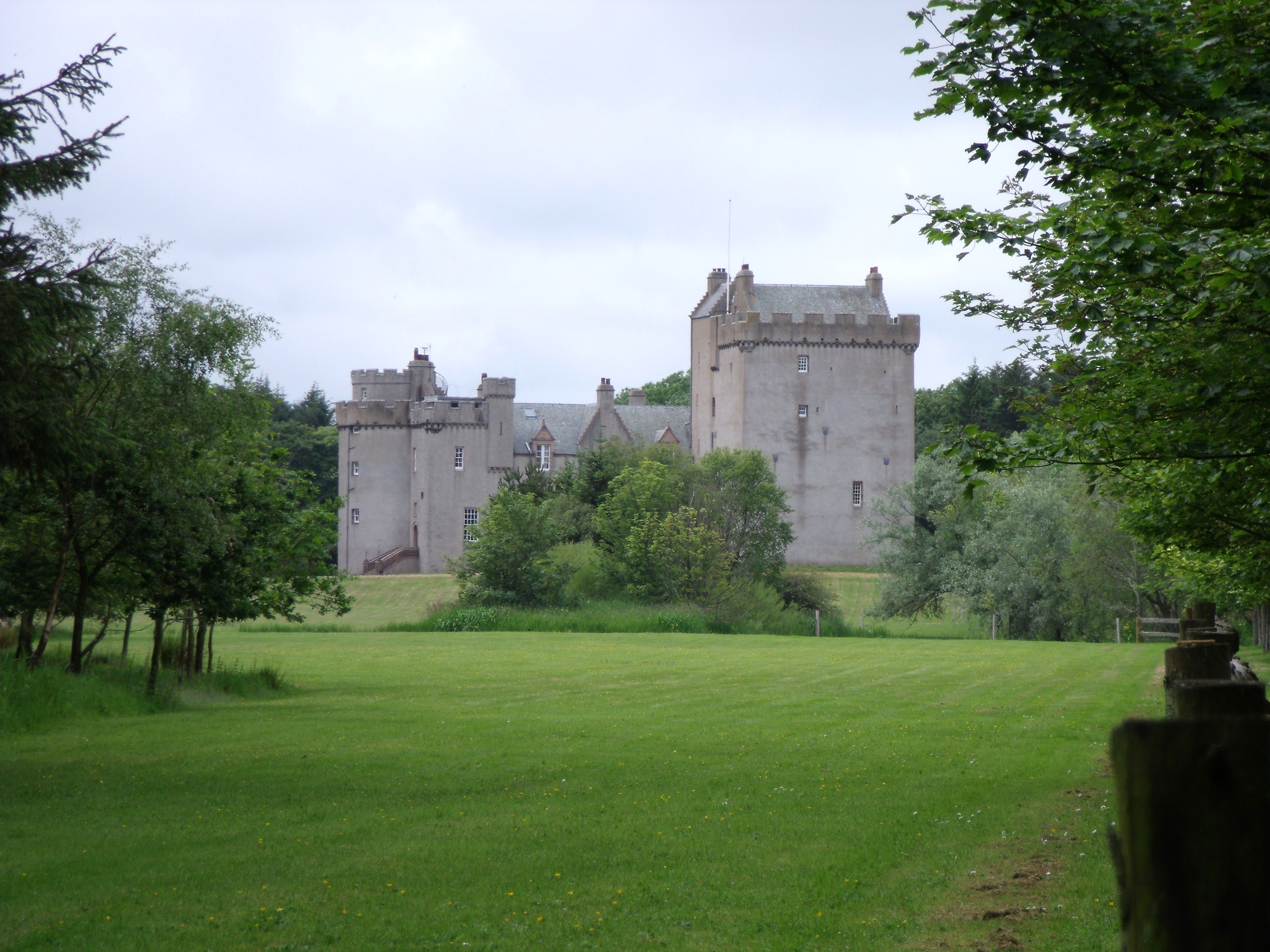
Замок Кайрнбулг, він же — замок Філорт.

Клан Фрейзер — (шотл. — Clan Fraser) — один з шотландських кланів. Слід розрізняти клан Фрейзер і клан Фрейзер Ловат — це окремі клани, хоч і споріднені. Обидва клани мають власних вождів, що визнані Постійною Радою вождів шотландських кланів.
Гасло клану: «Вся моя надія на Бога.»
Символ клану: дерево тис.

## Історія клану Фрейзер

### Походження клану Фрейзер
Вважається, що клан Фрейзер походить з Франції, з провінції Анжу. Є легенда, що Фрейзер (Фразер) — це плем'я, яке жило в давній Галлії. Символом цього племені була суниця. Перші люди з клану Фрейзер з'явилися в Шотландії в 1160 році, коли Саймон Фрайзер (Сімон Фразер) (шотл. — Simon Fraser) поселився в землях Кейт (шотл. — Keith), що в Східному Лотіані.

### XIV століття— війна за незалежність Шотландії
Минуло п'ять поколінь після першого Саймона Фрейзера, коли інший Саймон Фрейзер підтримав Роберта Брюса в його боротьбі за незалежність Шотландії. Він потрапив у полон до англійців і був страчений за наказом англійського короля Едварда І у 1306 році. Двоюрідний брат Саймона Фрейзера — Олександр Фрейзер Коуї був камергером Роберта Брюса. Він одружився з сестрою Роберта Брюса — Мері. Молодшим братом Олександра Фрейзера був сер Саймон Фрейзер. Від нього походять вожді клану Фрейзер Ловат. Одним з його онуків був Олександр Фрейзер Коуї та Дурріс. Він придбав замок Кайрнбулг (шотл. — Cairnbulg Castle) та землі Філорт (шотл. — Philorth) внаслідок шлюбу з Джоан — з молодшою дочкою графа Росс у 1375 році.

### Гілка Фрейзер Філорт
У 1592 році сер Олександр Фрейзер Філорт отримав титул, статут і права від короля Шотландії Джеймса VI в рибальському селищі Файхлі (шотл. — Faithlie), що пізніше перетворилося в місто Фрейзербург. Сер Олександр Фрейзер отримав права заснувати університет в місті, але ця ідея так і не була втілена по причині релігійних конфліктів того часу.
VIII лорд Філорт збудував замок Фрейзербург, що пізніше був перетворений в маяк Кіннайрд. Замки Філорт пізніше були викуплені XIX лордом Солтаун.

### Лорди Солтаун
IX лорд Філорт одружився зі спадкоємицею лордів Солтаун Абернеті. Їх син став Х лордом Солтаун. Він був важко поранений у битві під Вурстер у 1651 році. Його врятував слуга — Джеймс Кардно (шотл. — James Cardno). У 1666 році Х лорд Салтаун збудував замок Філорт біля Фрейзербургу. Цей замок лишався резиденцією лорді, аж доки не згорів у 1915 році.
Сер Олександр Фрейзер Дурріс був особистим лікарем короля Англії Карла II. Сер Олександр Фрейзер Дурріс здобув освіту в Абердині і супроводжував майбутнього короля під час військових дій 1650 року. Після реставрації монархії він став депутатом шотландського парламенту, він згадується у щоденниках Самуеля Піпса. Клан Фрейзер не брав ніякої участі у повстаннях якобітів, хоча їхні родичі з клану Фрайзер Ловат підтримували повстання.

### ХІХ— ХХ століття
XVI лорд Солтаун командував британською гвардією під час битви під Ватерлоо у 1815 році. XIX лорд Солтаун брав участь у Першій світовій війні і потрапив у німецький полон. У 1936 році він став членом палати лордів Парламенту.